# ترزا موراتو
ترزا موراتو (انگلیسی: Teresa Morató؛ زادهٔ ۲۸ مارس ۱۹۹۸) بازیکن فوتبال است.
وی همچنین در تیم‌های ملی فوتبال Catalonia women's national under-18 football team و Andorra women's national football team بازی کرده‌است.